# Darptein Taibah

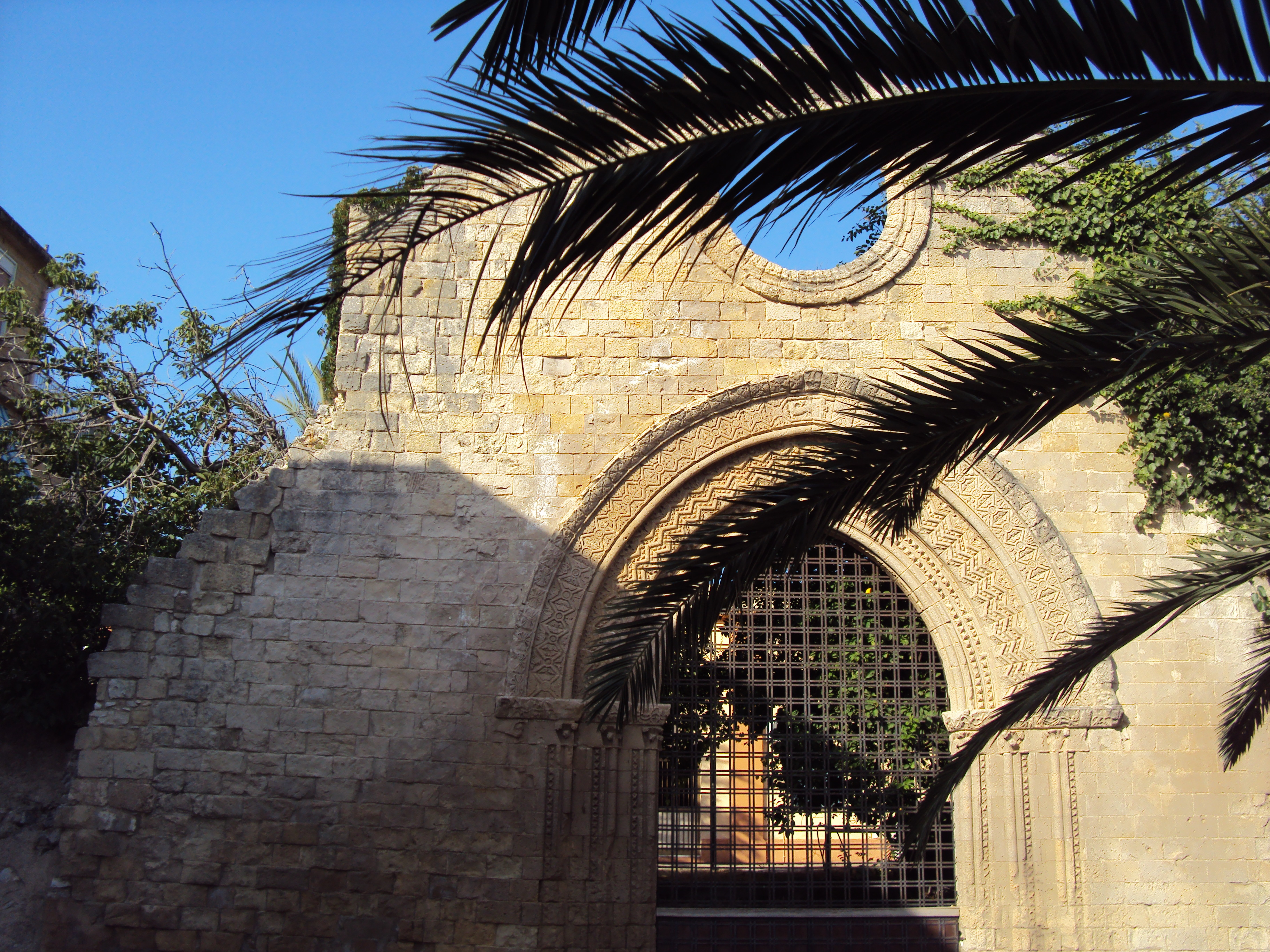
L'arco gotico chiaramontano dell'antica chiesa madre di Bivona è detto anche arabo-normanno per via della forte influenza araba nella tecnica di costruzione

Darptein Taibah (in arabo ﺩﺭﺑﻨﻴﻥ ﻃﻴﺒـة‎? [darbanayn ṭayyiba]), riportato anche come Darptae Intaiba, sarebbe stato il nome assunto durante la dominazione saracena da Bivona, comune italiano della provincia di Agrigento in Sicilia. La storia di Bivona islamica, tuttavia, è testimoniata soltanto da alcuni diplomi del XII secolo andati perduti, che definirono Bivona un piccolo villaggio saraceno. Il nome stesso, Darptein Taibah, sembra essere tratto dai carteggi dell'abate e falsario Giuseppe Vella (autore, nel XVIII secolo, dell'arabica impostura, due falsi codici arabi), e significherebbe due volte buona, riprendendo la forma latina erudita del toponimo Bivona, Bisbona.

## Storia

### Ipotesi di un'origine araba

Mappa dell'Italia nell'anno 1000: la Sicilia costituiva l'omonimo emirato

Le incursioni saracene, iniziate in Sicilia a partire dal VII secolo, condussero rapidamente alla conquista araba dell'intera isola a partire dall'827 e nel corso di tutto il IX secolo, fino alla cacciata da parte dei Normanni nell'XI secolo.
Alfonso Airoldi ritenne Bivona città di origine bizantina e la fece comparire nella tavola VI dei Paralleli Geografici con un doppio nome: Bisbona (toponimo bizantino-normanno) e Darptae Intaiba (toponimo arabo).
Lo storico castronovese Luigi Tirrito ritenne che il nome arabo Darptae Intaiba fosse tratto dai carteggi dell'abate Vella, sedicente professore di arabo che fu poi smascherato da Rosario Gregorio.
Nel 1838 lo storico Calcara, che ipotizzò per il centro un'origine precedente alla conquista araba dell'Isola, scrisse:
Un'origine dell'abitato in epoca araba era stata ipotizzata anche dall'erudito cinquecentesco Tommaso Fazello, nella seconda edizione della sua opera (De Rebus Siculis decades II del 1560), che ritenne Bivona un pagus Saracenorum, cioè un villaggio abitato da gente araba:
(Tommaso Fazello, De Rebus Siculis decades II, 1560)

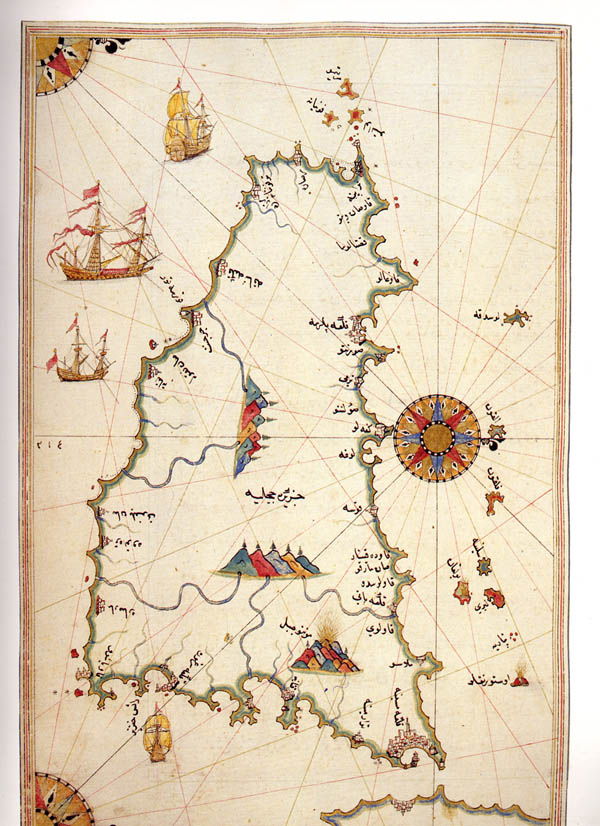
Mappa della Sicilia islamica di Piri Reìs

Nel 1580 lo storico Marco Antonio Martines descrisse Bivona alla stessa maniera del Fazello, delle cui note si servì anche Vincenzo Maria Coronelli nella sua Biblioteca Universale, e nel 1873 il Tirrito accettò che Bivona possa essere stato un villaggio saraceno, nonostante non la ritenesse anteriore alla conquista normanna.
Il Ferrigno colloca la data di fondazione di Bivona tra il 1154, anno in cui Idrisi pubblicò la sua Geografia Nubiense e il 1172, anno in cui fu redatto un documento che cita Bivona, dal Ferrigno stesso considerato, erroneamente, il più antico testo che parla del paese montano: il fatto che Idrisi non avesse fatto alcun cenno a Bivona nella sua opera, infatti, portò il Ferrigno a ipotizzare la fondazione del paese in data posteriore alla pubblicazione del geografo arabo.
Giovan Battista Ferrigno rafforzò la sua idea specificando che
Bisogna sottolineare, tuttavia, che Idrisi, nella sua opera, non citò una serie di piccoli villaggi conosciuti attraverso la diplomatica a lui coeva: il geografo rivolse la propria attenzione ai centri principali, dando poca o nulla rilevanza alle più piccole comunità sparse in tutta la Sicilia. Per tale ragione il Tirrito pensò che il nome lasciato in fallo da Idrisi relativo a un centro distante 10 miglia ad occidente di Castronovo dovesse riferirsi a Bivona: tuttavia, sia l'Amari che il Rizzitano lo riferiscono al casale di Raia, che si trova ad egual distanza di Prizzi e ad otto miglia di Corleone.
Lo stesso Amari, infine, ipotizzò per Bivona una sua fondazione da parte dei coloni dell'Italia centro-settentrionale che imposero il nome del loro luogo d'origine alle città siciliane: la Bivona sicula, pertanto, sarebbe stata fondata da coloni di Bibbona, in Toscana, giunti in Sicilia con i Normanni, ma ciò pare improbabile, dal momento che al Fazello risultò da alcuni documenti che Bivona, al tempo dei Guglielmi, era un villaggio abitato da Saraceni.

## Casali arabi nel territorio di Bivona

### Billucchio, Gordalisi e Sebi
I casali Billucchio, Gordalisi e Sebi furono citati in un diploma del 1171 e furono indicati come casali posti ad occidente di Bivona. Billucchio, detto anche Billucha o Bullegìa (da cui Pollicìa, nome del feudo in cui era sito), è ricordato per l'ultima volta in un documento del 1244. Gordalisi (o Gardulisi) era sito nell'omonima contrada, tra il monte delle Rose e monte San Nicola; il territorio di Sebi (o Sebitan) era delimitato dai feudi Rifesi, Gebbia, San Nicola e Pollicia.
I tre casali, successivamente, furono integrati nella baronia del Rifesi, intensamente coltivata da bivonesi a partire dal XV secolo.

### Rahal Nicola
Anche Rahal Nicola fu citato nel documento del 1171 come casale; era sito nella contrada che successivamente si chiamò Carnicola (o Karnicola), che, secondo il Midulla
Il nome, in realtà, deriverebbe da rahalnicola (in arabo ﺭﺤﻞ ﻧﻴﻜﻮلا‎?, Raḥl Nīkūlā), "casale di Nicola", come spiegato in seguito.
Marrone ricorda, inoltre, che il territorio del casale di Rahal Nicola fu incorporato in quello di Bivona e ne costituì il feudo Carnicola.

### Villanova
Villanova, detta anche Billanûbah, Ballanûbah o Bellanubu, era un casale arabo che l'Amari colloca nei pressi di Bivona, ad occidente. Yāqūt, erudito arabo autore del Mu'jam al-buldān (un dizionario geografico sui paesi musulmani durante l'età medievale cristiana), la definì bulayda, cioè "paesetto".
Secondo Paolo Collura, paleografo, diplomatista e storico siciliano, il casale di Villanova è da localizzare nei territori di Villafranca Sicula e Lucca Sicula; il Midulla lo colloca nella contrada denominata Beddanova, nel territorio comunale di Lucca Sicula.
Fu la patria di al-Ballanūbī, poeta arabo siciliano vissuto tra l'XI e il XII secolo.

### al-Hadrâ
Secondo il Midulla, nel territorio bivonese sarebbe esistito anche il casale di al-Hadrâ:
Questo casale venne citato da Michele Amari nel secondo volume della sua Storia dei Musulmani di Sicilia. Dallo stesso Midulla è nominato anche Cadara o Chadra.

### Karkûd
Il casale arabo di Karkûd, secondo il Midulla, sarebbe testimoniato dall'esistenza del toponimo Carcaci, a cui corrispondono due località:
- il monte Carcaci, a nord est di Filaga, frazione del comune di Prizzi, in provincia di Palermo;
- la località Carcaci sita nel territorio comunale di Bivona, a sud della pianura di Balata. Qui sono state rinvenuti numerosi cocci di terracotta e alcune tombe che contenevano monete greche d'oro.

Secondo Michele Amari, tuttavia, il casale di Karkûd sembra sostituito da Sommatino, comune in provincia di Caltanissetta.

### Gatîn
Salvatore Midulla identificò il sito archeologico bivonese di contrada Giattini con Jatini, un centro abitato medievale di probabile origine araba (Gatîn).

## Eredità linguistiche arabe a Bivona
La presenza degli Arabi nel territorio di Bivona è attestata dall'esistenza nella toponomastica e nel dialetto locale di termini di origine araba (tra cui xanèa).

### Toponomastica araba

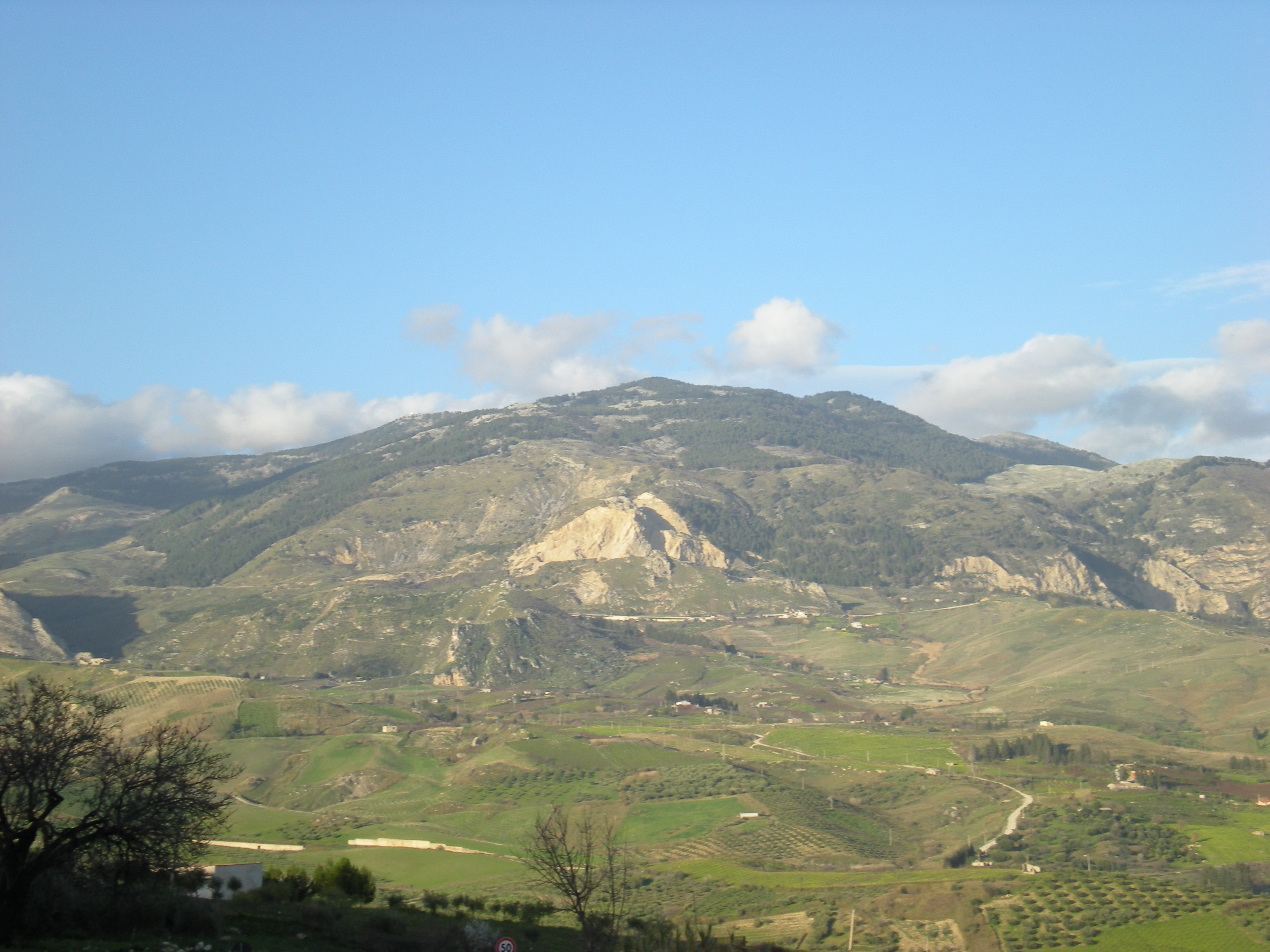
Il monte delle Rose, detto ﺟﺒﻞ ﺍﻟﻐﺮﺍﺏ (Geneleungrad) in arabo

Nel territorio di Bivona e di alcuni comuni limitrofi esistono vari toponimi la cui paternità è da attribuire direttamente agli arabi:
- Buccaira
Contrada. Deriverebbe dall'in arabo ﺑﺤﻴﺮة‎?, buḥayra, "orto" in arabo classico e in dialetto tunisino. Il toponimo è documentato anche nelle varianti Buccarino (1593), Biccarino (1724) e Biccarsina[20]. La contrada era sita nel territorio del Boschetto, nell'attuale comune di Alessandria della Rocca.
- Canfuto
Feudo. Deriverebbe dall'arabo kunfud (in arabo ﻗﻨﻔﺬ‎?, qunfudh), "porcospino". Il feudo era sito nell'attuale territorio comunale di Bivona.
- Carnicola
Feudo. Deriverebbe da rahalnicola (in arabo ﺭﺤﻞ ﻧﻴﻜﻮلا‎?, Raḥl Nīkūlā), "casale di Nicola". Il feudo era sito nell'attuale territorio comunale di Bivona.
- Chinesi
Feudo. Deriverebbe dall'arabo kinisiyan (in arabo كنيسة‎?, kanīsa), "chiesa". Probabilmente il nome deriva dal fatto che gli arabi, giunti in quel luogo, vi trovarono una chiesa preesistente. A Chinesi vi fu un insediamento umano continuo dall'età preistorica alla venuta dei normanni in Sicilia[21]. Il feudo era sito nell'attuale territorio comunale di Alessandria della Rocca.
- Geneleungrad
Monte (monte delle Rose). Deriverebbe dall'in arabo ﺟﺒﻞ ﺍﻟﻐﺮﺍﺏ‎?, jebel el-ghurāb, "monte dell'avvoltoio". In un documento del 1171 si afferma usque ad montem de rosis qui arabice dicitur Geneleungrad. Ciò farebbe supporre che l'origine del nome "delle Rose" non sia araba, come ritenevano alcuni studiosi che collegavano il toponimo con la voce araba rais, "capo, punta", riferendosi alla forma appuntita della sua vetta[22]. Il monte è sito nei territori comunali di Bivona e Palazzo Adriano.
- Giddia
Contrada. Deriverebbe dall'arabo gidrah, un tipo di pianta selvatica. La contrada è sita nel territorio comunale di Bivona.
- Guasto
Contrada. Deriverebbe dall'arabo wasat (in arabo ﻭﺳﻂ‎? [wasaṭ]), "terreno posto nel mezzo". La contrada è sita nel territorio comunale di Bivona.
- Nadaro
Contrada, quartiere. Deriverebbe dall'arabo nadarà, "posto panoramico". Lo stesso toponimo è attestato anche a Palermo[23]. In siciliano aveva anche il significato di "acatapano", magistrato inferiore addetto al controllo dei pesi e delle misure[24]. Il quartiere è sito nel centro abitato di Bivona.
- Magazzolo
Fiume. Deriverebbe dall'arabo magzil, "acque vorticose". Il fiume scorre attraverso i territori comunali di Alessandria della Rocca, Bivona, Calamonaci, Santo Stefano Quisquina e Ribera.
- Mailla
Feudo. Deriverebbe dall'arabo maillah (in arabo ﻣﻴﻞ‎?, mayl, al femm. mayla), "pendenza". Il feudo era sito nell'attuale territorio comunale di Bivona.
- Millaxa
Feudo. Deriverebbe dall'arabo millaca (in arabo ملاﺣـة‎?, mallāḥa), "sorgente salata". Il feudo era sito nell'attuale territorio comunale di Bivona.
- Misiti
Contrada. Deriverebbe dall'arabo masid (in arabo ﻣﺼﻴﺪة‎?, maṣīda), "luogo di caccia". La contrada è sita nel territorio comunale di Santo Stefano Quisquina.
- Reda
Contrada. Deriverebbe dall'arabo redda, "canale di reflusso dell'acqua". Apparteneva al feudo Mailla. È uno dei pochi luoghi del territorio bivonese in cui è attestata la coltivazione del riso, introdotta in Sicilia proprio dagli arabi[25]. La contrada è sita nel territorio comunale di Bivona.
- Scibè
Feudo. Deriverebbe dall'in arabo  عشب‎?, ʿashib, "erboso", oppure dall'in arabo شب‎?, shabb, "allume". Il feudo era sito nell'attuale territorio comunale di Alessandria della Rocca.
- Xadara
Feudo. Deriverebbe dall'arabo hadar, "scoscendimento". Il feudo era sito nell'attuale territorio comunale di Santo Stefano Quisquina.

#### Altri toponimi

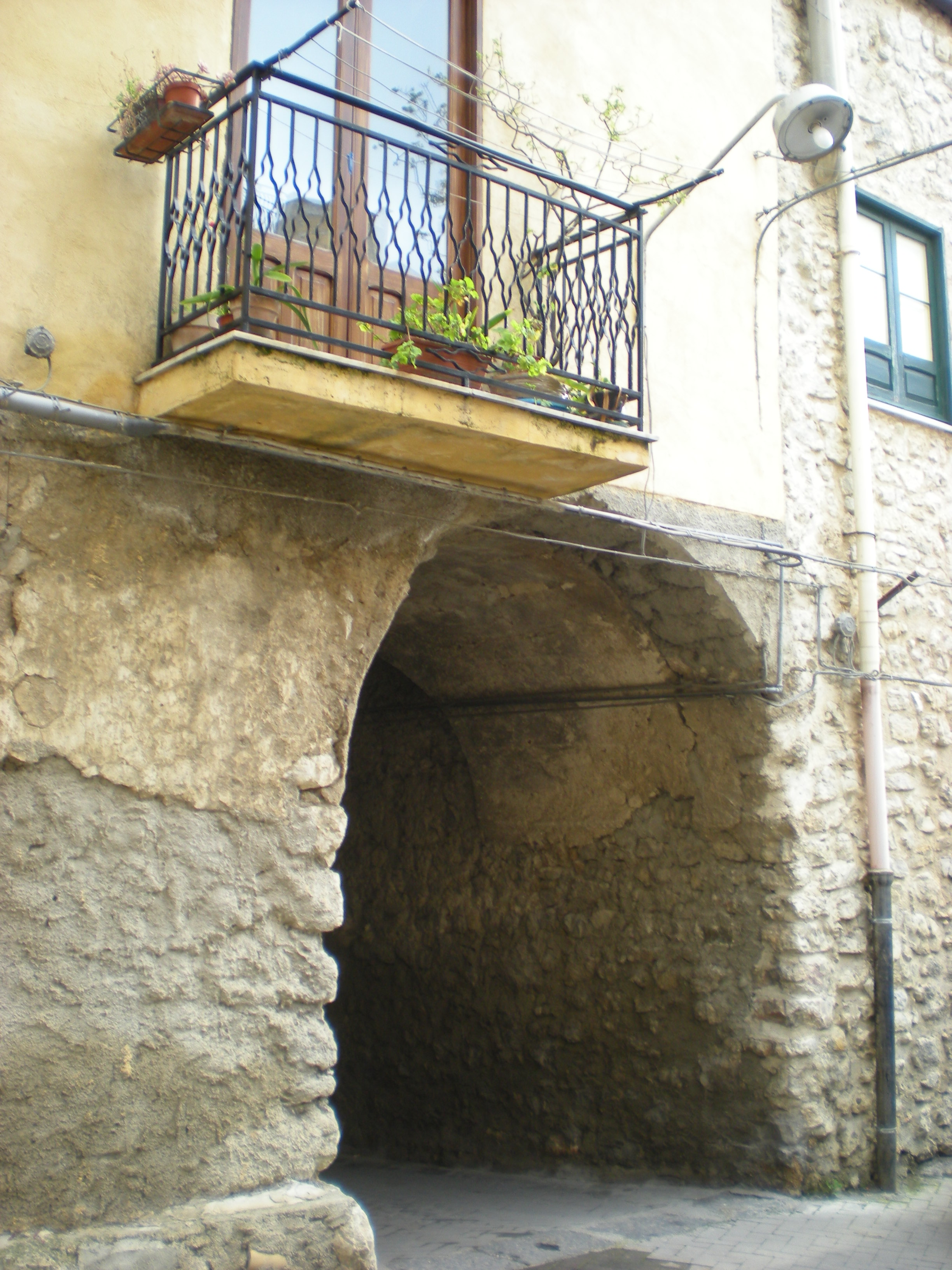
Xanèa tra via Sirretta e piazza Guggino: la voce xanèa risulterebbe di origine araba

I seguenti toponimi sono filologicamente arabi, ma, considerata la loro assimilazione in lingua siciliana, non si sa se siano stati attribuiti direttamente dagli arabi o, successivamente, da altre popolazioni che assoggettarono la Sicilia:
- Balata
Feudo. Deriverebbe dall'arabo balat, "lastra di pietra". Il feudo era sito nell'attuale territorio comunale di Bivona.
- Gebbia
Feudo. Deriverebbe dall'arabo gabiyah, "vasca". Il feudo era sito nell'attuale territorio comunale di Palazzo Adriano.
- Margi
Contrada. Deriverebbe dall'arabo marg, "prato, terreno acquitrinoso". La contrada è sita nel territorio comunale di Bivona.
- Rabatello
Quartiere. Deriverebbe dall'arabo rabad, "sobborgo". Il quartiere è sito nel centro abitato di Bivona.

Non sembra riscontrare una radice araba, invece, il toponimo Bivona, che pertanto dovrebbe essere preesistente alla conquista saracena della Sicilia.

#### ToponimoSavuco
Il toponimo Savuco, nome di un quartiere storico di Bivona, è simile ad altri toponimi abbastanza frequenti in Sicilia, come Savoca, Savoco, Sabucia: secondo il Trasselli, potrebbe risalire al termine arabo zabbug, "olivo selvatico". Ciononostante, non è da escludere una sua derivazione dal nome dell'arbusto "sambuco".

### Dialetto locale
Nel dialetto bivonese l'eredità araba è testimoniata:
- nella fonetica, grazie alla presenza della fricativa velare sorda h non solo nelle voci di origine arabe, ma anche a voci di altra origine[29];
- nel lessico, poiché hanno origine araba diverse parole comuni ad altri dialetti siciliani, alcuni toponimi locali e, soprattutto, la voce xanèa, ad oggi attestata solamente a Bivona.

Vari studiosi hanno notato l'insolita permanenza di tanti arabismi nell'idioma bivonese: in altre località della Sicilia colonizzate da gente di lingua araba, infatti, si è mantenuta soltanto una scarsa presenza, soprattutto nei toponimi.
I motivi sono dovuti sia all'isolamento geografico del paese, che ha contribuito a una stratificazione dialettale, sia alla presenza di una colonia di ebrei di lingua araba, che continuarono a parlare tale lingua almeno fino al 1492, anno del decreto di espulsione da parte di Ferdinando il Cattolico.

## Cultura islamica a Bivona

### Religione
Se il Fazello indicò Bivona come un piccolo villaggio di Saraceni esistente già nel XII secolo, al tempo di Ruggero II, Guglielmo I e Guglielmo II, è verosimile che la religione dei più antichi abitanti di Bivona fosse stata l'Islam.
In paese, nonostante le piccole dimensioni della comunità araba, doveva esistere un luogo di culto, probabilmente una moschea, di cui non si conosce l'ubicazione e non si ha più alcuna traccia.
Dopo la conquista normanna Bivona si cristianizzò: la convivenza tra musulmani e cristiani poté durare soltanto fino al 1246, anno in cui Federico II decretò la deportazione dei seguaci dell'Islam a Lucera, in Puglia.
Nei secoli successivi, Bivona non ebbe mai un luogo di culto islamico, anche se la religione musulmana continuò ad essere professata in privato dagli schiavi mori che fino ai primi anni del XVII secolo furono a servizio delle famiglie nobili bivonesi.

### Letteratura
È nato a Villa Noba, casale presso Bivona, al-Ballanūbī, noto poeta arabo-siciliano.

## Archeologia

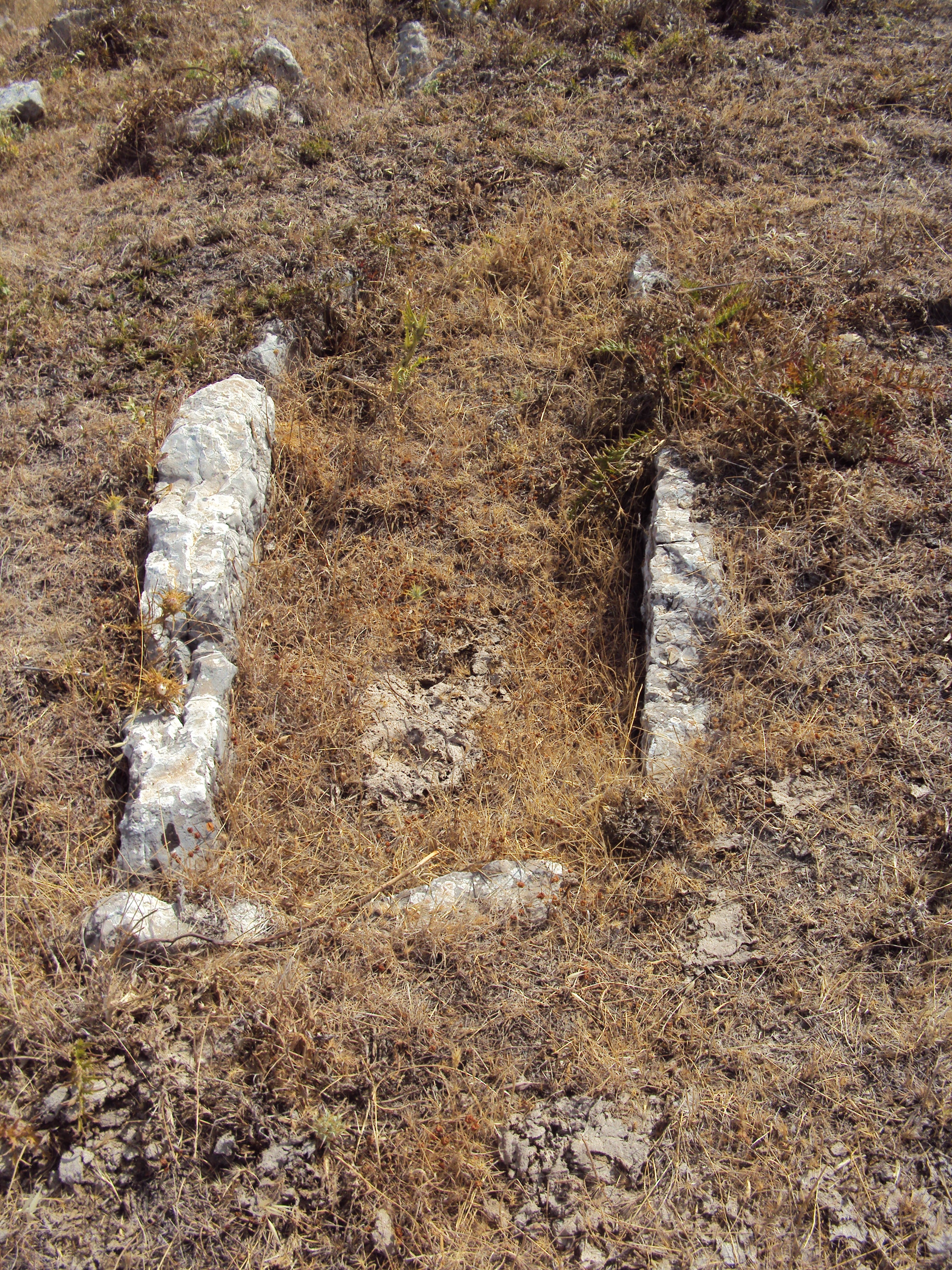
Una tomba della presunta necropoli saracena rinvenuta in località Censo a Bivona

Nonostante la quasi totale assenza di scavi archeologici nel territorio bivonese, sono stati rinvenuti, spesso occasionalmente, dei siti che testimoniano una frequentazione umana nell'area circostante il centro abitato di Bivona a partire almeno dall'età del rame.
In località Censo (o Incenso), Cesare Sermenghi ha rinvenuto una piccola necropoli della superficie di 108 m² (12 m × 9 m), che il bivonese Salvatore Midulla ritenne di epoca musulmana.
Così la descrisse Sermenghi nella sua opera Mondi minori scomparsi:
Nei pressi di un sito archeologico in località Cerasa, nella contrada Fimmina Morta, al di là del Magazzolo, è stata rinvenuta un'altra piccola necropoli formata da sette-otto tombe, scavate a cubicolo nella roccia di gesso: il Midulla le ritenne di tipo saraceno.

### Castello della Pietra d'Amico

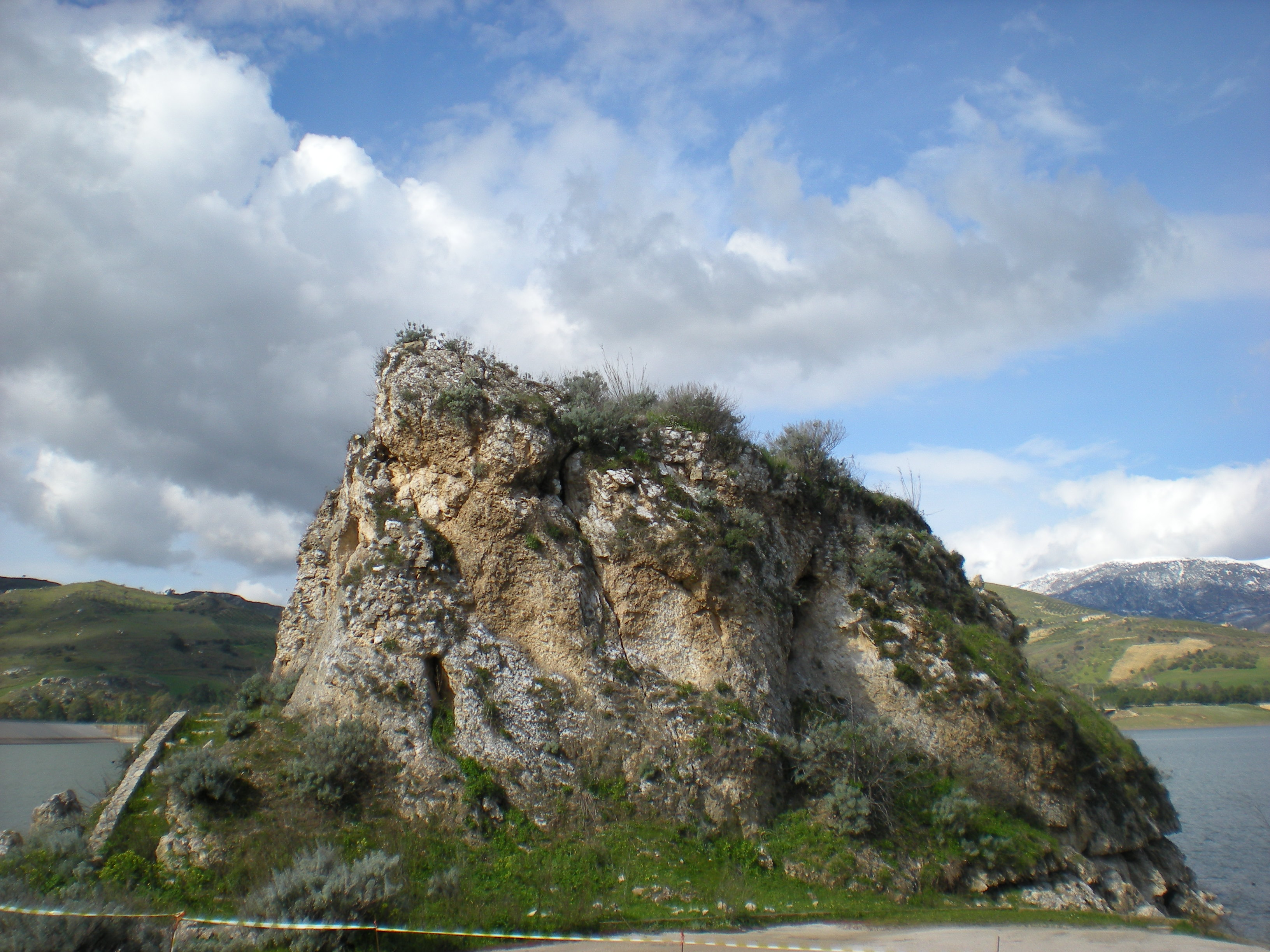
Ruderi del castello della Pietra d'Amico

Il castello della Pietra d'Amico risale probabilmente al periodo bizantino e fu costruito a difesa delle incursioni saracene nella zona. Successivamente fu abitato proprio dagli Arabi, che qui stabilirono le piccole tribù di agricoltori che provenivano dall'Africa.
Il Sedita, nel 1909, attribuì la sua costruzione direttamente ai saraceni:
I ruderi del castello si trovano in territorio di Alessandria della Rocca, al confine con il territorio comunale di Bivona, presso la diga Castello; durante i lavori di costruzione della diga, negli anni ottanta, intorno al castello vennero trovati altri ruderi, cocci, vasellame e utensili che testimoniano la presenza di un insediamento che, probabilmente, veniva difeso proprio dal Castello e che farebbero datare la costruzione all'VIII-IX secolo.
Anche il Sedita, a inizio Novecento, riporta la notizia del ritrovamento di alcuni resti nei pressi del castello, sebbene la sua informazione non sia priva di elementi misti a racconti popolari: